# Interplayers
A InterPlayers Soluções Integradas S.A. é uma empresa brasileira fundada em 2002, especializada em soluções tecnológicas para o setor de saúde e bem-estar. Sediada em São Paulo, é conhecida como o "Hub de Negócios da Saúde", conectando diferentes agentes do ecossistema de saúde por meio de plataformas integradas e serviços tecnológicos.

## História
Fundada por Arnaldo Sá Filho, a InterPlayers foi criada para democratizar o acesso a medicamentos e serviços de saúde. Em 2024, a empresa passou por um rebranding, destacando seu foco em tecnologia e inovação, com investimentos de R$ 80 milhões para o desenvolvimento de novas soluções e aquisições estratégicas.

## Estrutura e atuação
A InterPlayers organiza suas operações em cinco unidades de negócios principais: distribuição e vendas B2B, varejo e programas B2B2C, cuidados em saúde, saúde suplementar, e análise de dados e inteligência de mercado. A empresa atende a mais de 70 mil farmácias, clínicas e hospitais em 4.100 cidades brasileiras.

## Principais soluções
Entre suas principais soluções estão:
- Pharmalink: Integra indústrias, distribuidores e farmácias para facilitar a logística de medicamentos.[4]
- Portal da Drogaria: Garante a dispensação transparente de produtos de saúde.[4]
- VCI (Visibility Center InterPlayers): Ferramenta de análise e personalização de dados voltada para o mercado farmacêutico.[5]
- Clube do Pharma e Healthy: Programas de fidelização e acesso a medicamentos.
- Clinicarx: Serviços clínicos que incluem exames em farmácia, telemedicina e diagnóstico.[5]
- Conecta Médico: Serviços de telemedicina.[6]

## Impacto social
A InterPlayers também se destaca por iniciativas sociais. Durante as enchentes no Rio Grande do Sul em 2024, disponibilizou gratuitamente suas plataformas Pharmalink e Portal da Drogaria para facilitar doações de medicamentos e produtos de saúde às comunidades afetadas.

## Investimentos
A InterPlayers anunciou em 2024 um processo de rebranding e investimentos voltados à expansão tecnológica. Desde 2020, a empresa direcionou mais de R$ 200 milhões para pesquisa, desenvolvimento, transformação digital e aquisições, com foco em diversificar seus serviços no setor de saúde.